# Статуя Карла Борромео
Статуя святого Карло Борромео воздвигнута между 1614 и 1698 годами на холме у берега озера Лаго-Маджоре близ небольшого пьемонтского города Арона и родового замка семьи Борромео. Рядом возведено три капеллы, посвящённые жизненному пути знаменитого архиепископа Милана XVI века (планировалось возвести большой собор Сакро-Монте).
Статуя была спроектирована Джованни Баттистой Креспи (известным как Иль Черано) и возведена Сиро Занеллой из Павии и Бернардо Фалькони из Лугано. Предварительные рисунки статуи, сделанные рукой Креспи, хранятся в Метрополитен-музее в Нью-Йорке. Монумент был заложен в 1614 году, вскоре после канонизации святого Карло, по решению Федерико Борромео, его кузена и миланского архиепископа. 19 мая 1698 года монумент был освящён архиепископом Федерико Каччей.
Статуя высотой 23,4 метра стоит на 12-метровом каменном постаменте. Святой Карло изображен стоящим в простом платье, облачённым в роккетто и моццетту; голова его слегка наклонена. В левой руке он держит книгу, а правой благословляет город. Несущей конструкцией монумента выступает колонна, сложенная из местного камня высотой до плеч Карло, к которой прикреплена железная рама. Чеканные бронзовые и медные листы крепятся к раме на металлических стяжках и болтах. Благословляющая правая рука святого представляет собой упругую металлическую конструкцию, выдерживающую часто дующий здесь сильный ветер.
Туристы могут зайти внутрь пьедестала статуи и по двум винтовым лестницам подняться на балкон к её подножию. Сзади между складками одежды видна дверь, за которой можно забраться по узким крутым лестницам в голову святого, где на тесной площадке помещаются четыре человека. Через отверстия в глазах и ушах открывается вид на Лаго-Маджоре и окрестности.
На протяжении двух столетий монумент Карло Борромео был самой высокой бронзовой статуей в мире. Лишь в 1886 году его превзошла 46-метровая Статуя Свободы в Нью-Йорке. Известно при этом, что её автор Фредерик Огюст Бартольди специально заехал в Арону в 1869 году, возвращаясь из Египта, чтобы хорошенько рассмотреть памятник. Этот факт отражён на табличке у подножия Статуи Свободы.